# مالک داداشوف
مالک داداشوف (ترکی آذربایجانی: Məlik Yusif oğlu Dadaşov; ۷ ژوئن ۱۹۲۴ – ۲ دسامبر ۱۹۹۶) بازیگر اهل کشور اتحاد جماهیر شوروی سوسیالیستی و جمهوری آذربایجان بود.